# InfiniBand

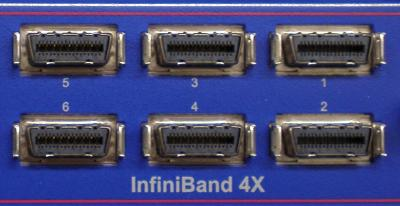
Il pannello di uno switch InfiniBand

InfiniBand è uno standard di comunicazione ad alta velocità, sviluppato principalmente per High Performance Computing e utilizzato nei moderni supercomputer. Può essere utilizzato sia per comunicazioni inter-nodo, in alternativa a Ethernet, o intra-nodo, in particolar modo per le comunicazioni CPU-storage. Al 2018 i maggiori produttori di circuiti integrati InfiniBand sono Mellanox e Intel, quest'ultima implementando la sua versione proprietaria chiamata Omni-Path. A livello datalink, le comunicazioni avvengono sempre punto a punto e le reti possono essere create attraverso switch.
Nel 2017, InfiniBand, seppur utilizzato solo nel 32% dei supercomputer della classifica dei Top 500, rappresentava 314 petaflops cumulati dei Top 500 contro Ethernet che era installato su macchine la cui potenza computazionale cumulata era di 185 petaflops.
Il protocollo Infiniband risulta avere un throughput molto più alto e una latenza molto più bassa rispetto a Ethernet: ad esempio, rispetto a 10 gigabit Ethernet migliora il throughput di 3.7 volte e la latenza è ridotta di 5 volte. Tuttavia, la complessità e, di conseguenza, i costi di implementazione sono molto più alti.

## Tecnologia
Secondo lo schema ISO/OSI, lo standard InfiniBand si occupa in particolar modo dei 4 livelli più bassi, seppur il concetto di transazione necessita di interagire anche i livelli più alti.

### Livello fisico
A livello hardware, il concetto base è il cosiddetto link, in grado di fornire una banda teorica di 2.5 Gb/s full-duplex. A livello fisico, ad ogni link corrispondono 4 cavi. Le tre più comuni configurazioni dei link sono x1, x4 e x12, che corrispondono rispettivamente a 4, 16 e 48 cavi. In ogni link, la trasmissione avviene attraverso una comunicazione seriale trasmessa con un segnale differenziale: due coppie di cavi, una per ogni direzione.

## Performance
|     | Singolo (SDR) | Doppio (DDR) | Quadruplo (QDR) |
| --- | ------------- | ------------ | --------------- |
| 1X  | 2.5 Gbit/s    | 5 Gbit/s     | 10 Gbit/s       |
| 4X  | 10 Gbit/s     | 20 Gbit/s    | 40 Gbit/s       |
| 12X | 30 Gbit/s     | 60 Gbit/s    | 120 Gbit/s      |